# Matthias Kucera

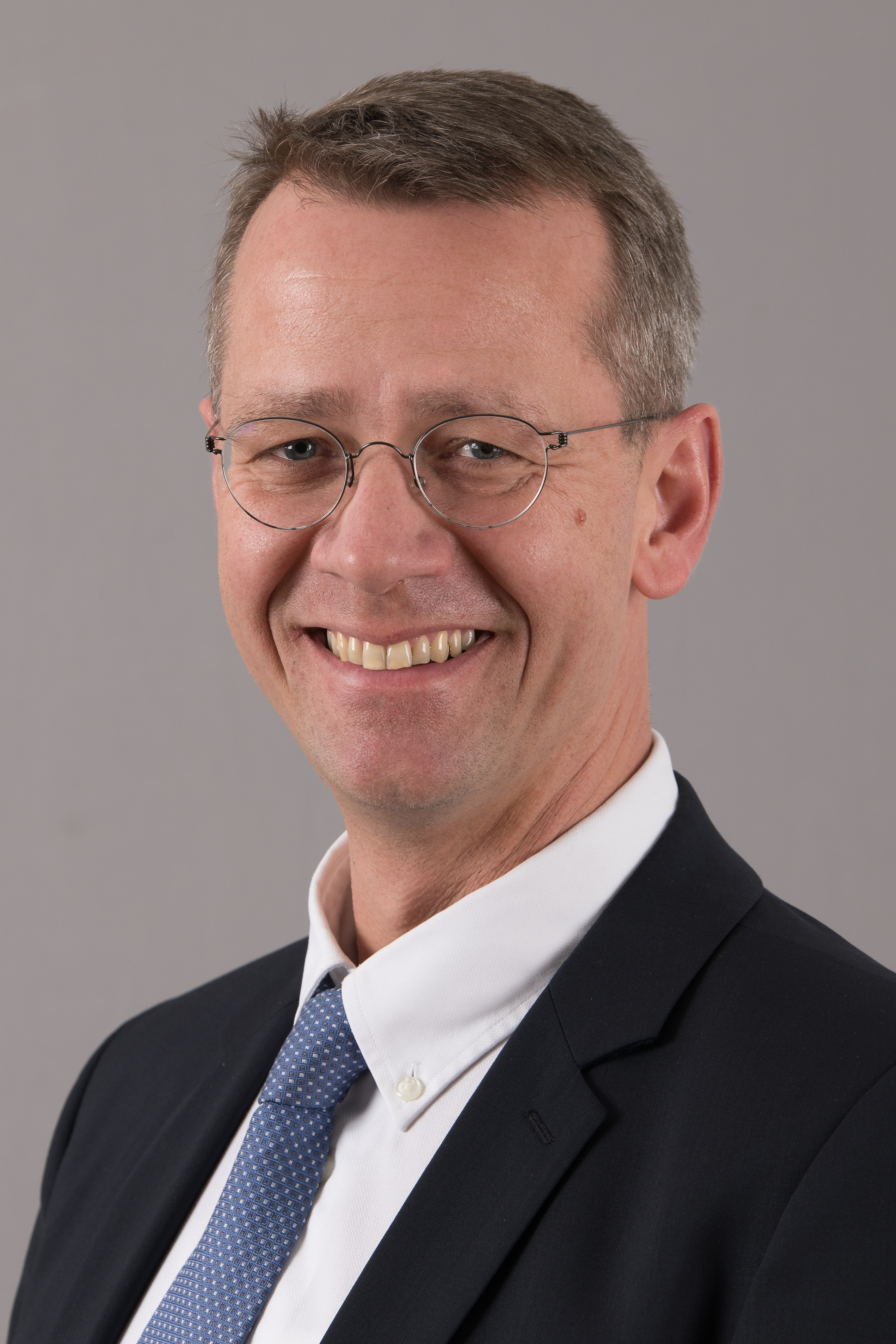
Matthias Kucera (2017)

Matthias Kucera (* 17. Februar 1972 in Wien) ist ein österreichischer Politiker (ÖVP) und Rechtsanwalt. Kucera war von 2009 bis 2019 Abgeordneter zum Vorarlberger Landtag.

## Ausbildung und Beruf
Kucera besuchte die Volksschule und das Gymnasium in Wien-Hietzing und studierte in der Folge Rechtswissenschaften an der Rechtswissenschaftlichen Fakultät der Universität Wien. 1996 schloss er sein Studium mit dem akademischen Grad Mag. jur. ab. Im Jahr 2001 folgte das Absolvieren der Rechtsanwaltsprüfung mit ausgezeichnetem Erfolg. Kucera arbeitet als Rechtsanwalt, Verteidiger in Strafsachen und registrierter Treuhänder. Daneben ist er als Disziplinarrat der Vorarlberger Rechtsanwaltskammer tätig.

## Politischer Werdegang
Parteimitglied der Österreichischen Volkspartei ist Matthias Kucera seit seinem Beitritt zum Österreichischen Arbeitnehmerinnen- und Arbeitnehmerbund im Jahr 2000. Kuchera ist auch Mitglied des Österreichischen Wirtschaftsbundes. Das erste Wahlamt übernahm Kucera ab dem Jahr 2005 als Ersatzmitglied der Gemeindevertretung in seiner Heimatgemeinde Hard. Nach der Landtagswahl in Vorarlberg 2009 wurde Kucera am 4. November 2009 erstmals als Abgeordneter zum Vorarlberger Landtag angelobt. Er übernahm in der Folge die Funktion des Bereichssprechers für Föderalismus und Wissenschaft/F&E/FH innerhalb des ÖVP-Landtagsklubs. 
Auch bei der Landtagswahl 2014 wurde Matthias Kucera am 5. November 2014 als Nachrückerkandidat in den Landtag der 30. Legislaturperiode gewählt. Er war Bereichssprecher des ÖVP-Landtagsklubs für Soziales und Integration sowie gewählter Ausschussvorsitzender des Integrationsausschusses des Vorarlberger Landtags.
Nach einem medial und von der Opposition stark kritisierten Grundstücksverkauf in Hard, in den Kucera als Rechtsanwalt verwickelt war, legte er am 13. März 2019 alle seine politischen Ämter mit sofortiger Wirkung zurück.

## Privatleben
Matthias Kucera lebt in Hard, ist verheiratet und Vater dreier Kinder. 